# Dave Anderson (baseball, 1960)
Pour les articles homonymes, voir Anderson.
David Carter Anderson (né le 1er août 1960 à Louisville, Kentucky, États-Unis) est un joueur d'arrêt-court et de troisième but ayant joué dans les Ligues majeures de baseball de 1983 à 1992. Il a joué 8 de ses 10 saisons avec les Dodgers de Los Angeles, avec qui il a remporté la Série mondiale 1988.
Il est de 2009 à 2013 l'un des instructeurs des Rangers du Texas.
 

## Carrière de joueur
Joueur à l'Université de Memphis, Dave Anderson est un choix de première ronde des Dodgers de Los Angeles en 1981. Il commence sa carrière dans le baseball majeur le 8 mai 1983 avec les Dodgers. Ce joueur de champ intérieur évolue principalement à l'arrêt-court, mais aussi au troisième but et parfois au deuxième coussin. Habituellement réserviste, c'est en 1984 qu'il dispute son plus grand nombre de parties (121) en une saison, et qu'il affiche ses records personnels pour les coups sûrs (94), les doubles (16) et les points produits (34). Il joue en Série de championnat de la Ligue nationale contre les Cardinals de Saint-Louis en 1985 et apparaît dans un match de la Série mondiale 1988 que les Dodgers remportent sur les Athletics d'Oakland. Dans le premier match de la série finale, c'est Anderson qui est envoyé au cercle d'attente par Tommy Lasorda avant que celui-ci n'envoie plutôt Kirk Gibson au bâton, et que la vedette des Dodgers, blessé et pouvant à peine courir, frappe son célèbre coup de circuit.
En 1990 et 1991, Anderson s'aligne avec les rivaux des Dodgers, les Giants de San Francisco, avant de revenir à Los Angeles pour sa dernière saison en 1992.
Dave Anderson a disputé 873 parties dans les Ligues majeures. Il compte 490 coups sûrs, 19 circuits, 143 points produits, 244 points marqués et sa moyenne au bâton s'élève à ,242.

## Carrière d'entraîneur
Dave Anderson passe sept saisons comme manager en ligues mineures dans l'organisation des Tigers de Détroit. Il amorce la saison 2000 à la barre des Mud Hens de Toledo, club-école AAA des Tigers, mais démissionne pour devenir entraîneur-chef des Tigers de l'Université de Memphis, où il passe quatre années.
Anderson est le coordinateur à l'avant-champ des Dodgers de Los Angeles pendant la saison 2006.

### Rangers du Texas
En 2007, Anderson est le gérant des RoughRiders de Frisco, club-école AA des Rangers du Texas. Il est coordonnateur en ligues mineures dans l'organisation des Rangers en 2008.
Anderson est nommé instructeur au troisième but des Rangers du Texas le 22 octobre 2008 en prévision de la saison suivante. Il est membre des Rangers lors de leurs présences dans les Séries mondiales de 2010 et 2011. Il est, avec d'autres instructeurs des Rangers et le manager Ron Washington, aux matchs des étoiles de 2011 et 2012. Il est instructeur des Rangers jusqu'en 2013.

### Ligues mineures
En décembre 2014, il est engagé pour être dès 2015 le gérant des Bees de Salt Lake, le club-école des Angels de Los Angeles en Ligue de la côte du Pacifique.